# Paleókipos
Paleókipos, en grec moderne : Παλαιόκηπος (littéralement « Vieux jardin »), est un village situé dans le dème de Mytilène, sur l'île de Lesbos, en Grèce. Il est distant d'environ 20 km de Mytilène et appartient au groupe de cinq villages de Géra (Γέρα), mentionné dans le poème Axion Esti d'Odysséas Elýtis. 
Le village forme une communauté municipale homonyme avec les localités côtières d'Evriakí et d'Agléfiros.
Selon le recensement de 2011, la population de Paleókipos compte 976 habitants, celle de la communauté municipale 1 112 habitants. 
Les terres de Paleókipos sont montagneuses et semi-montagneuses, cependant elles sont fertiles, favorisant la culture des olives. C'est le seul village de Lesbos qui possède deux coopératives agricoles actives, signe de l'implication traditionnelle des habitants dans la production d'huile d'olive. Les oliviers qui y sont cultivés sont principalement de la variété Kolovi et sont situés sur des terrasses dans les champs montagneux du village. L'église du village est celle d'Ágios Ermólaos, la seule de l'île dédiée à ce saint, célèbre pour son iconostase en bois sculpté. La mémoire du saint est célébrée le 26 juillet par un festival.
Selon certains, le futur pirate Khayr ad-Din Barberousse dit « Barberousse » est né à Paleókipos, mais il n'existe aucune preuve officielle. Le port de Paleókipos est Evriakí, où l'on trouve un refuge traditionnel pour les bateaux et des tavernes pittoresques.